# 苅田神社
苅田神社（）は、島根県大田市にある神社。延喜式内社である。2018年に起きた島根県西部地震により、境内の鳥居が倒壊した。

## 概要
- 鎮座地：島根県大田市久手町波根西1942番地2 [1]
- 主祭神 [1]
  - 苅田彦命
  - 苅田姫命
  - 倉稲魂命
  - 国常立神
- 宮司：壷倉博司
- 例祭日：4月15日
- 御神徳 [1]
  - 厄除け
  - 憑きもの祓い
  - 安産祈願
  - 商売繁盛
  - 五穀豊穣
  - 学業成就

## 歴史
当初は久手町神谷に鎮座されたが、1928年4月15日に現在の地に遷座された。当時は10月22日であった例祭日についても、遷座された日に合わせて4月15日に変更されている。

### 年表
- 1928年4月15日 - 当初の鎮座地（久手町神谷）から現在の地（久手町波根西）に遷座される[1]。
- 2018年4月9日 - 島根県西部地震により、鳥居が倒壊する（後述）[2][3]。

### 地震による鳥居の倒壊
2018年4月9日未明、島根県西部でM6.1の内陸直下型地震（島根県西部地震）が発生し、震源に近い大田市で最大震度5強を観測、被害も同市に集中した。この地震により、苅田神社では境内の鳥居がバラバラに倒壊し、道路を塞いだ。苅田神社がある波根西地区を含む大田市の波根町・久手町は、この地震で特に被害が大きかった地域でもあり、波根湖や久手干拓地などの存在のほかにこの地域に分布する日本海に近い完新世の堆積層などが影響していると推測される液状化の被害も発生した。